# 大井町教会
大井町教会（おおいまちきょうかい）は、東京都品川区に所在する、日本基督教団に所属する長老派系の教会である。

## 歴史
江戸の北品川陣屋横町で開業していた医師の管沼隆慶はアメリカ合衆国長老教会の宣教師で、医師でもあったJ・C・ヘボンと出会い、キリスト教の文書を貰う。
1874年（明治7年）にキリスト教信仰が認められると、荏川町(目黒川に架かる荏川橋一帯を指した)の藤井医師の宅で集会を始め、戸田忠厚、安川亨たちが伝道を始める。
1875年（明治8年）、管沼らにより青物横丁の岡見辰五郎（頌栄女学校を設立した旧中津藩士の岡見清致の親族）の宅を拠点に集会を行い、アメリカ長老教会の宣教師クリストファー・カロザースから8名が受洗した。最初の信徒を根幹として、1877年（明治10年）4月11日、教会が設立された。O・M・グリーン宣教師仮牧師に就任し、鈴木清作、野口孫次郎が長老に就任した。
1877年（明治10年）より日本基督一致教会の中会に所属し東京品川長老教会と称した。同年10月3日に日本基督公会で第一回中会が開かれて戸田忠厚が奥野昌綱、小川義綏と一緒に按手礼を受け牧師になる。1878年（明治11年）3月に会堂を建設する。そして、6月に安川亨が初代牧師に就任する。
1882年（明治15年）には第2代目牧師戸田忠厚の時に、高輪方面に伝道し、高輪教会を形成し、戸田が高輪教会の牧師を兼務する。1890年（明治23年）には日本基督教会に所属した。
1885年（明治18年）2月には教会立小学校の知本小学校を開設する。1887年（明治20年）7月北品川長者町に新会堂を建築する。その後、大井町に移動。
1941年（昭和16年）に日本基督教団大井町教会と改称する。1970年（昭和45年）に現在の会堂を建設する。